# Боб Живковић
Добросав Живковић (Пирот, 7. мај 1962), познатији под псеудонимом Боб, српски је илустратор, стрипар, карикатуриста и графички дизајнер.

## Биографија
Дипломирао је „продукт дизајн“ 1987. на Факултету примењене уметности у Београду. Илустрацијом и стрипом, углавном у оквиру жанра научне фантастике, бавио се од 1984. Илустрације је објављивао у часописима „Студент“, „Видици“, „Велико двориште“, „Зека“ и „Тик-Так“. Илустровао је и корице за научнофантастичне едиције „Кентаур“, „Знак Сагите“, „Монолит“, „Зороастер“, „Сиријус“ и „Алеф“, текстове у „Дневном телеграфу“ и „Европљанину“ и преко двеста књига. Стални је илустратор „Политикиног забавника“ и Креативног центра. Дуже време је радио као уметнички директор студија „Сачи и Сачи“ у Београду. Добио је пет награда Невен за најбоље илустровану дечју књигу и два пута је награђиван наградом Златно перо. За рад на НФ-илустрацијама добијао је водеће жанровске награде: „Лазар Комарчић“ (1985, 1986. и 1988.) и Сфера (1988). Предложен је и за Андерсенову медаљу, једну од најважнијих награда у стваралаштву за децу. Живи и ствара у Новом Београду.

## Критике
Према писању магазина „Мобилни“, Боб Живковић је најпознатији илустратор у Србији. Описан је као „сваштојед нових технологија“, захваљујући чему сваког дана подари по неку добру илустрацију. Његове илустрације су окарактерисане као лако препознатљиве, урнебесно смешне, али и болесне и чудне. Детаљи на њима су веома истакнути и неретко наглашени, па цртежи изгледају наказно. На почетку је био познат као илустратор научне фантастике – и данас се памте његове илустрације за легендарну едицију Знак Сагите и алманах научне фантастике Монолит. Убрзо се окушао и у илустрацији за децу и сатиричној илустрацији, па је тако дефинисао своје три велике теме које се често и преплићу. Илустровао је преко 200 књига, а прилоге у разним новинама и часописима тешко да више ико може да изброји. Што се популарности тиче, магазин „Студент“ имплицира слично, наводећи да Боб Живковић има више фанова од других илустратора у Србији, а позивајући се на податке са Фејсбука. Према часопису „City Magazine“ илустрације Живковића просто не могу да остану непримећене. Оне су духовите, понекад гротескне, понекад поетичне. Сам аутор за своје цртеже каже да су као вицеви, којим исказује мишљење о одређеним појавама и догађајима. И сам признаје да су они увек мало претерани, смешнији и апсурднији него код других илустратора. При томе, ствари које га нервирају или плаше ретко црта.